# چارلز واگنر

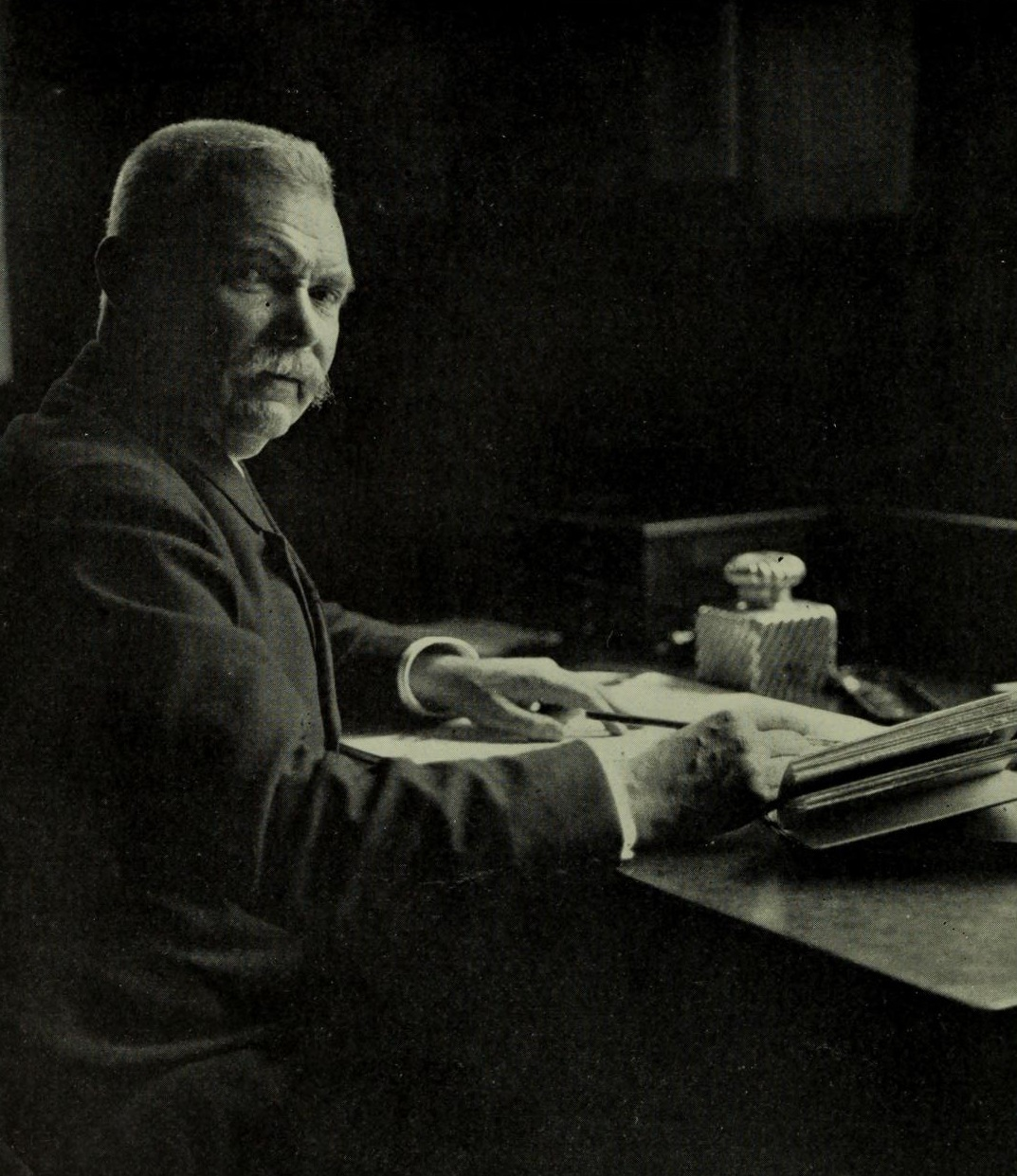
چارلز واگنر در محل کار

چارلز واگنر (۳ ژانویه ۱۸۵۲ ویبرزویل، آلزاس - ۱۲ مه ۱۹۱۸) یک کشیش اصلاح شده فرانسوی بود که نوشته‌هایش الهام بخش و در شکل‌گیری الهیات اصلاح شده در زمان خود بسیار تأثیرگذار بود.

## زندگی‌نامه
واگنر در ویبرزویلر، موصل متولد شد، جایی که پدرش کشیش کلیسای لوتران بود. وی در سن ۱۴ سالگی برای تحصیل در پاریس اعزام شد و در ۱۸۶۹ با درجه لیسانس از سوربن فارغ‌التحصیل شد. او سپس برای یک درجه کلامی به استراسبورگ رفت اما تحصیلات خود را در گوتینگن ادامه داد.
تا این زمان انجمن‌های وی با کلیسای لوتری بوده‌است، اما در سال ۱۸۷۸، او آلمان را ترک کرد و در رابطه با جناح لیبرال کلیسای پروتستان فرانسه، وزیر امور خارجه را آغاز کرد. وی تا سال ۱۸۸۲ که به پاریس رفت، کشیش یک کلیسای کوچک در Remiremont، Vosges بود.

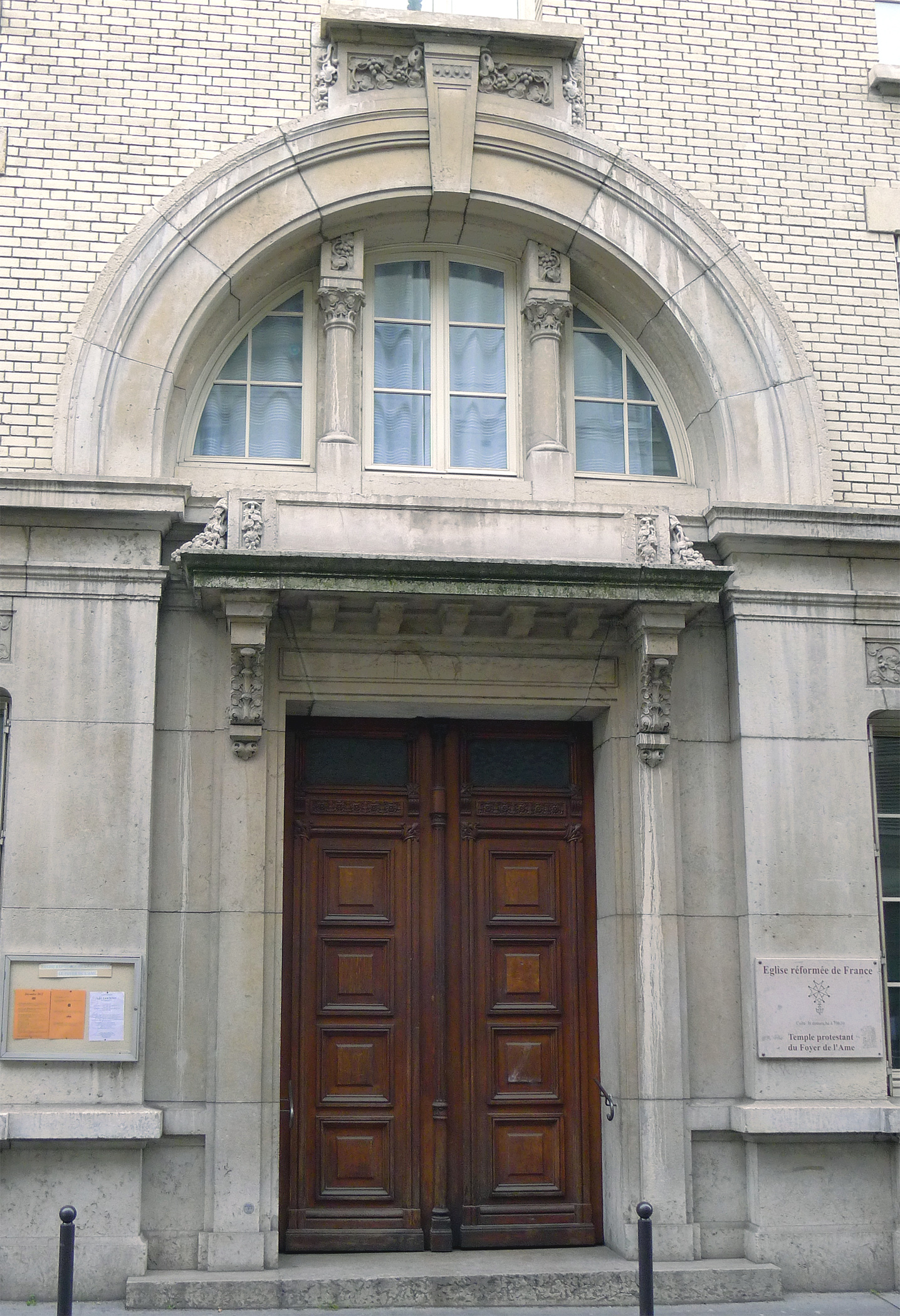
معترض معبد du Foyer de l'Âme

او با همسر جوان خود زندگی در پاریس را به شیوه‌ای بسیار متواضعانه آغاز کرد. او در یک آپارتمان سه‌اتاقه در یک خیابان فقیر در نزدیکی شهر دلا باستیله زندگی می‌کرد و در طول هفته سخت در دانشگاه کار می‌کرد و گهگاه یکشنبه‌ها به عنوان واعظ مهمان موعظه می‌کرد. اما خیلی زود پی برد که تمامی منبرهای ارتدوکس به او بسته شده‌است. در واکنش به این امر، تحت نظارت کلیسای پروتستان فرانسه، او روز یکشنبه مدرسه ای را در محلهٔ باستیل افتتاح کرد این جوانه نخستین کلیسای او و بعداً کلیسای جدید معبد معترض معترض او دو فویور دی لوم ("معبد پروتستان پورتال روح") بود. هزینه کلیسا برابر است با ۶۰٬۰۰۰ دلار که کمی کمتر از یک چهارم آن توسط آمریکایی‌ها تأمین شده‌است.
فلسفهٔ او عشق به مسیحی بدون تعصب بود، و از زندگی ساده و عشق به طبیعت حمایت می‌کرد.
انتشار کتاب " Jeunesse " ("جوانان") در سال ۱۸۹۱ او را به عنوان رهبر جنبش اخلاقی در فرانسه معرفی کرد و تأثیر او به‌طور مداوم افزایش یافت. وی علاوه بر خدمت به عنوان کشیش در یک جماعت بزرگ، در بسیاری از مشاغل خیرخواهانه و خیرخواهانه مشارکت فعال داشت و در این کار با مردان از همه سایه‌های اعتقادی مذهبی روابط صمیمانه برقرار کرد. از میان نشریات وی، زندگی ساده توجه خاصی به ایالات متحده کرد و مورد استقبال گسترده رهبران مذهبی و اخلاقی قرار گرفت.
در سال ۱۸۹۵، واگنر و پل دژاردینز تأسیس روحیه L'Union par l'action ("اتحادیه برای عمل اخلاقی") را تأسیس کردند، سازمانی که در آن سعی داشت تا در کارهای عملی که مردانی را اختصاص داده بود در بین نژاد Agnostics، کاتولیک رومی، پروتستان و یهودی گرد هم آورد.
وی در کمیته نخستین جمعیت دانشگاهی موسوم به Coopération des Idées بود که توسط Georges Deherme تأسیس شد و هدف آن تهیه کلاسهای عصرگاهی برای آموزش مرد کارگر بود.
در پاییز سال ۱۹۰۴، واگنر به ایالات متحده سفر کرد. از تئودور روزولت که زندگی ساده روی آنها تأثیر ماندگار گذاشته بود، به موعظه در کاخ سفید دعوت شد. واگنر آدرسهای متعددی را ایجاد کرد و برای کتاب خود " برداشت‌های آمریکا" (۱۹۰۶) مطالبی کسب کرد.

## کتابشناسی - فهرست کتب

### انگلیسی
- راه بهتر (۱۹۰۳)
- جوانان (۱۹۰۳)
- زندگی شلوغ (۱۹۰۴)
- توسط Fireside (1904)
- زندگی ساده (۱۹۰۴)
- صدای طبیعت، یا روح از چیزها (۱۹۰۴)
- شجاعت (۱۹۰۵)
- انجیل زندگی (۱۹۰۵)
- عدالت (۱۹۰۵)
- درخواست من برای آمریکا (۱۹۰۵)
- در آستانه زندگی (۱۹۰۵)
- برداشتهای من از آمریکا (۱۹۰۶)
- گفتگوی وسایل (۱۹۰۶)
- خانه روح (۱۹۰۹)

بسیاری از کتابهای وی به انگلیسی ترجمه شده‌است.

### فرانسوی
بسیاری از آثار او اکنون چاپ نشده‌است اما احکام آمپلوس در سال ۲۰۰۶ شروع به انتشار آثارش کرد.
- عدالت ، گفتمان‌های متوقف (۱۸۸۹)
- Sois un homme (causaries sur la conduite de la vie) (1889) OCLC 458814043
- وایلانس (۱۸۹۳)
- Jeunesse (1895)
- La Vie ساده (۱۸۹۵)
- L'Évangile et la Vie (1896)
- Le Long du chemin (1896) اُسی‌ال‌سی ۹۱۳۹۱۵۳
- Auprès du foyer (1898)
- L'Âme des choses (1901)
- L'Ami, intererieurs dialogues (1902)
- Libre pensée and protestantisme libéral (با فردیناند بیسون) (۱۹۰۳)
- Histoires et farciboles, pour les enfants (1904) اُسی‌ال‌سی ۴۵۸۸۱۳۹۵۱
- گفتمان‌ها (خطبه‌ها) (۱۹۰۵)
  - "L'idée laïque"
  - "سوئیس مووی!"
  - "Ceux qu'on oublie"
  - "Les sarcleurs"
  - "پنتکوته"
  - "Le juste vivra de sa foi"
  - "Les Deux Esprits"
  - "La Marche à la vie"
  - "Le sel qui perd sa saveur"
  - "La marche à la vie"
  - "افتتاح د فویر د لومه"
- Cinq discoursux (1905) اُسی‌ال‌سی ۷۱۸۲۱۶۱۰۲
- Vers le cœur de l'Amérique (1906)
- Pour les petits et les grands (1907)
- Par la loi vers la liberté (۱۹۰۸)
- À travers les choses et les hommes pour apprendre à vivre (1909) اُسی‌ال‌سی ۱۷۲۴۶۲۹۷
- En écoutant le maître (1910) اُسی‌ال‌سی ۴۹۴۶۵۰۶۲۰
- Par le sourire (1910)
- Ce qu'il faudra toujours (1911)
- À travers le prisme du temps (1912) اُسی‌ال‌سی ۴۵۸۸۱۳۸۸۷
- N'oublie pas! (1913) اُسی‌ال‌سی ۶۸۸۲۳۴۷۱
- لو بن ساماریتین (۱۹۱۴)
- Missive d'un aîné (1916) اُسی‌ال‌سی ۴۵۸۸۱۴۰۱۱
- Vive la France، چارلز واگنر (1916) اُسی‌ال‌سی ۴۵۸۸۱۴۰۸۸
- Glaive à deux tranchants (1917)
- Devant le témoin نامرئی (۱۹۳۳) (گردآوری)

همچنین Manuel de bonne vie (1905) توسط Mme Brandon-Salvador وجود دارد که از آثار وی گردآوری شده‌است. زندگینامه Un Homme توسط برادرزاده اش آلفرد Wautier d'Aygalliers اغلب به خاطرات خود که اکنون گم شده‌است اشاره می‌کند که حاوی اطلاعاتی در مورد زندگی و اندیشه واگنر بود. بیوگرافی اخیر، چارلز واگنر و لو فویر د لمی توسط پیر ژان راف، داستان چارلز واگنر و فویر د لمی را روایت می‌کند. L'Homme est une espérance de Dieu گلچینی از نوشته‌های واگنر است که توسط آن پن پنسکو انتخاب شده‌است و Geoffroy de Turckheim توسط Van Dieren itediteur منتشر شده‌است.